# Дилеу Ноу (Муреш)
Дилеу Ноу (рум. Dileu Nou) насеље је у Румунији у округу Муреш у општини Санпаул. Oпштина се налази на надморској висини од 283 m.

## Становништво
Према подацима из 2002. године у насељу је живело 216 становника.

### Попис2002.
| Расподела становништва по националности 2002.‍ | Расподела становништва по националности 2002.‍ | Расподела становништва по националности 2002.‍ | Расподела становништва по националности 2002.‍ | Расподела становништва по националности 2002.‍ |
| --------------------------------------------- | --------------------------------------------- | --------------------------------------------- | --------------------------------------------- | --------------------------------------------- |
|                                               |                                               |                                               |                                               |                                               |
| Румуни                                        | Румуни                                        |                                               | 15                                            | 6,9%                                          |
| Мађари                                        | Мађари                                        |                                               | 179                                           | 82,9%                                         |
| Роми                                          | Роми                                          |                                               | 22                                            | 10,2%                                         |